# Sant’Eufemia d’Aspromonte

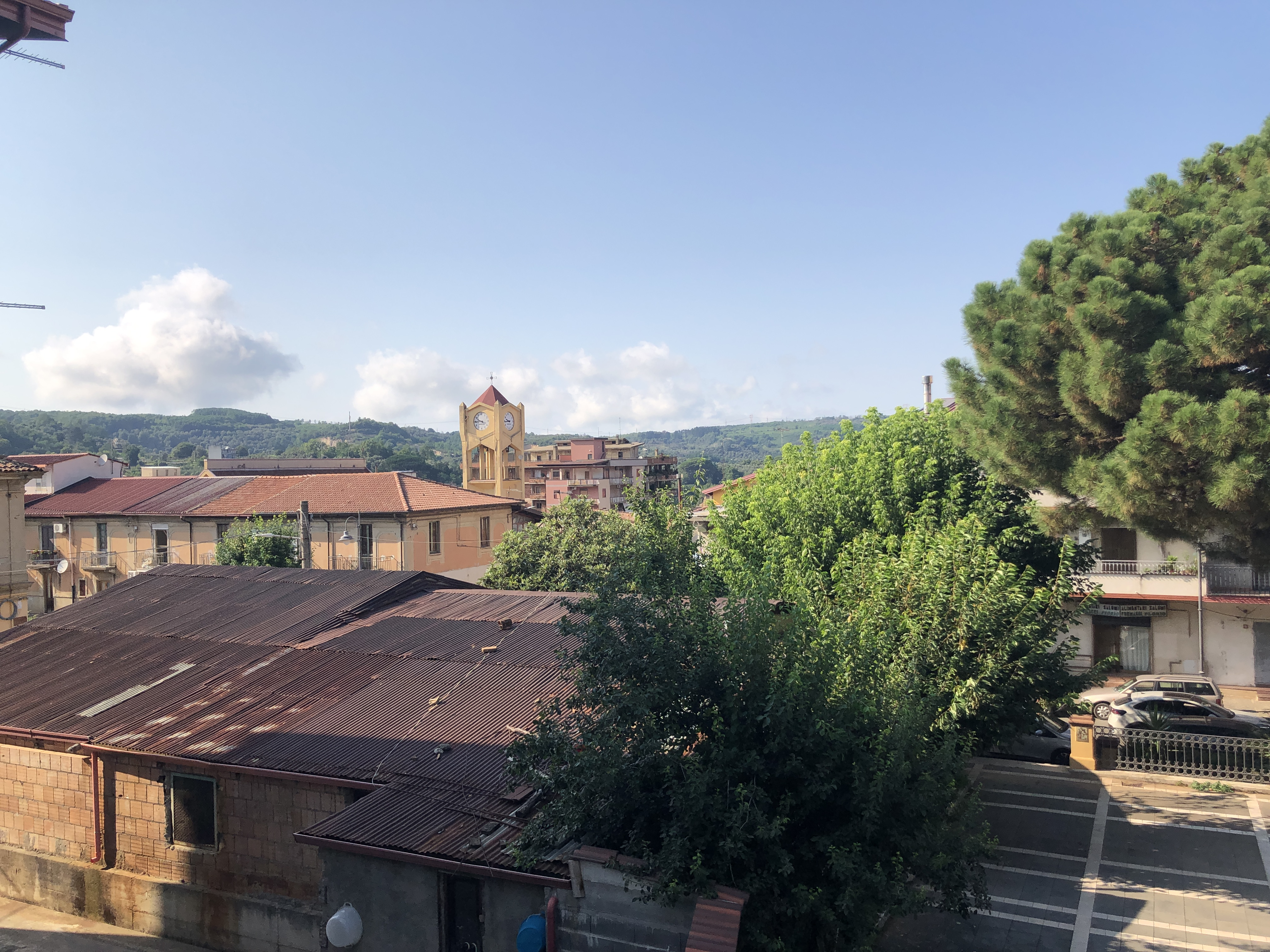
Sant’Eufemia d’Aspromonte (2024)

Sant’Eufemia d’Aspromonte ist eine italienische Stadt in der Metropolitanstadt Reggio Calabria in Kalabrien mit 3685 Einwohnern (Stand 31. Dezember 2023).

## Lage und Daten
Sant’Eufemia d’Aspromonte liegt 44 km nordöstlich von Reggio Calabria. Der Ferienort liegt am Nordhang des Aspromonte in einer Höhe von 420 m s.l.m. Die Ortsteile sind Badia, Covala, San Bartolomeo, Sant’Oreste, C. da San Luca. Die Nachbargemeinden sind Bagnara Calabra, Melicuccà, San Procopio, Scilla und Sinopoli.
Der Ort wurde bei dem Erdbeben im Jahre 1793 fast komplett zerstört.

## Sehenswürdigkeiten
Der jüngere Teil des Ortes ist schachbrettförmig angelegt. Sehenswert ist die erzpriesterliche Kirche. In der Umgebung befinden sich zwei Ruinen von mittelalterlichen Klöstern.